# Iver Tildheim Andersen
Iver Tildheim Andersen (29 september 2000) is een Noorse langlaufer.

## Carrière
Bij zijn wereldbekerdebuut, in maart 2022 in Oslo, scoorde Andersen direct wereldbekerpunten. Op 2 december 2022 boekte hij in Lillehammer, in zijn tweede wereldbekerwedstrijd, zijn eerste wereldbekerzege.

## Resultaten

### Wereldbeker
| Legenda | Legenda            |
| ------- | ------------------ |
| TdS     | Tour de Ski        |
| NO      | Nordic Opening     |
| LT      | Lillehammer Triple |
| RT      | Ruka Triple        |
| WBF     | Wereldbekerfinale  |
| STC     | Ski Tour Canada    |
| ST      | Ski Tour           |

Eindklasseringen
| Seizoen   | Algm | DI  | SP | TdS |
| --------- | ---- | --- | -- | --- |
| 2021/2022 | 134e | 77e | –  | –   |

Wereldbekerzeges
| Nr. | Datum           | Plaats      | Onderdeel         |
| --- | --------------- | ----------- | ----------------- |
| 1.  | 2 december 2022 | Lillehammer | 10 km vrije stijl |